# 夏原唯
夏原 唯（なつはら ゆい、1999年5月2日 - ）は、日本のAV女優。LINX所属。

## 略歴・人物
東京都出身。趣味・特技はライブ、旅行。
2018年9月にAVデビュー。2019年12月3日、出演した『木曜マン毛モロ出し美術館（4）』（パラダイステレビ）がスカパー!アダルト　放送大賞2020・スカパー！オンデマンドアダルト賞にノミネート。
初体験は14歳の時で、相手は同級生の柔道部員。デビューまでの経験人数は5人。

## 出演作品

### アダルトDVD
2018年
- AV大好きな兄貴が妹をプロデュース! 自慢の敏感すぎる妹の極小マ○コを三ツ星テク男優の追撃クンニ&追撃ピストンでどれだけイクかを徹底検証!! 激イキ痙攣仰け反りAV出演!!（9月1日、MOODYZ）
- 初めてのナマ中出し（9月25日、本中）
- 【緊急AV発売!】 ボクの街に現れた無邪気な天使・ゆいちゃん 断りきれない優しすぎるロリスレンダーをお持ち帰り ナンパ師2人が制服美少女とセックスしまくった全記録。（9月25日、ナンパJAPAN）※「ゆい」名義
- 素人娘達のピストンバイブ フェラ早抜き競争 3（10月13日、はじめ企画）他出演:日向うみ、藍原あおい、御坂りあ、紺野ひかる ほか
- 「やばい!妹に中出し!?」 全く気にせず露わな姿で家中をウロつく妹のピッチピチなカラダを見ているとつい興奮してしまい…（10月26日、DOC）他出演:有坂深雪、星咲伶美、真弓由香利
- お義兄ちゃんが大好きすぎてヤリまくってます。（11月9日、宇宙企画）※「ゆい」名義
- JD、P活、す。 現役女子大生の旬なお小遣い稼ぎ（11月9日、バルタン）
- ガリガリ貧乳 鬼畜中出し（11月13日、ケートライブ）※「ゆい」名義
- 友達のJ○妹が小悪魔な笑みを浮かべパンチラで誘惑! ムレムレパンティで激しい顔騎&尻コキ責めで弄ばれて…（11月16日、DOC）共演:桃尻かのん　他出演:山井すず、真弓由香利、皆月ひかる
- マジックミラー号 ハードボイルド in池袋 就職活動で内定がまだ無い苦戦新卒女子大生を「無料で就活カウンセリングをしてあげますよ」と言ってナンパ 「面接には度胸が一番大切!」と言いくるめマネキンを素股させる! 股間に塗られた媚薬で痙攣イキしまくって人生初の潮!潮!潮! デカチンに自分からマ○コをこすりつけわりと簡単にナマ挿入&マナ中出ししちゃうなんて!（11月22日、サディスティックヴィレッジ）他出演:富田優衣、宮沢ちはる、愛里るい、御坂りあ
- 卒業式直後の処女女子●生応援プロジェクト! ずっと憧れていた先生に想いを告白して、思い出作りのハグ、ファーストキス体験、メモリアルヌード! 「大人になるまで待って」と言われたけれど… フル勃起&ぐしょ濡れパンティのご両人は、気持ちを抑えきれずに禁断の生中出しSEX!（11月23日、赤面女子）他出演:瀬名きらり、水川えみる、天月叶菜
- 「おじちゃん、どうしてわたしのお胸ばっかりさわるの??」 最近胸がふくらみ始めた姪っ子は超かわいくて素直なよいこ。おっぱいをたくさん触っても、怒らないどころか恥ずかしそうに頬を赤らめるのです。ガチガチに勃起したち●ぽを握らせ、小さなお口にもズボズボ出し入れ。射精欲を我慢できないので処女膣にぬぷっと生挿し、小さな子宮にドピュドピュ中出し（12月14日、SCOOP）他出演:南なつき、熊野あゆ、小西まりえ、咲坂花恋
- 華奢な肢体にコリコリ乳首! お兄さんたちに、顔も膣も、濃厚精子でタップリ汚されて、うれしかったの…。（12月25日、オーロラプロジェクト・アネックス）

2019年
- 犯された新人キャスター（1月7日、アタッカーズ）
- 胸チラしているのに気付かず働く女子社員に手を出しちゃった俺 4（1月10日、アキノリ）他出演:みゆき菜々子、羽生ありさ
- 朝、目が覚めると見知らぬ女。酔っ払って自宅に連れ込んだ女と朝から晩までヤリまくり性交。 ヤリマンビッチゆい（1月11日、クリスタル映像）
- 放課後に逆3Pで荒稼ぎする\交J●（1月11日、S級素人）共演:高牟礼れな
- 高学歴のどエロ美少女! SEXが好きすぎて肉便器にされにきました。 もっといやらしい淫語で私のすべてを支配してください。（1月13日、無垢）
- 無防備パンチラ!はわざと? ボクのバイト先の本屋の女子○生は、制服姿のままバイトしていてスカートが短く高い所のモノを取ったり、低い所のモノを取ったりする度に無防備にパンチラしまくるもんだから興奮して勃起しまくり!思わずガン見していたら勃起がモロバレ!ヤバイと思い慌てて言い訳したら、気にしていないどころか逆に誘惑してきて、パンツの中はすでにビショ濡れ爆濡れ状態で太ももまで愛液が垂れていて発情状態!?店内に人がいようがお構いなしに求めてきます。（1月19日、Hunter）他出演:上川星空、皆月ひかる、白鳥すず、星乃レイア
- 「お兄ちゃん手で我慢して!その代わりエッチしてるみたいにするから!!」 最近、妹がどんどん可愛くなって来て困ってます。おっぱいが大きくなって来てるし、家では無防備だから見えたらイケないものがチラチラ見えて勃起を我慢するのに毎日必死です!しかも今まで彼女が出来たことがないボクに「お兄ちゃんに彼女できるまで私が彼女になってあげようか?」なんて事を言い出し、「何したい?」と聞いてきた!!だから遠慮なくしてみたいことを言って、昔みたいに一緒にお風呂に入ったり(水着だけど)、同じベッドで寝たりしてるうちにもう堪らなくなり「ヤリたい」と正直にお願いすると「ダメ!兄妹だから無理!とりあえず手で我慢して!そのかわりエッチしてるみたいにするから」と手を添えた素股状態に!素股とはいえ腰を激しく振っていると、勃起チ◯ポの先っぽがビチョビチョのマ○コにガンガン当たって今にも挿りそう!「ダメ、お兄ちゃん!先っぽ当たってる!挿りそうだよ!」などと言われるがヌルヌルズボッと生挿入!あまりの気持ち良さにそのまま中出ししてしまうが、妹の方が感じてしまっていたようで、「もっとしようよお兄ちゃん」といっぱいおねだりされました!!（1月19日、Hunter）他出演:森下美怜、川菜美鈴、生田みく、後藤里香
- 両親の居ない日、僕は妹と精子が枯れるまで1日中ヤリまくった。（1月25日、TMA）
- 故郷の純朴美少女 〜親には内緒の妹近親相姦中出し性交〜（1月25日、I.B.WORKS）
- 新型おもちゃの実験台にされて潮を吹かされても『監督になりたいんだよね?』と言われたら、何も言い返せず泣き寝入りするしかないサディスティックヴィレッジの女AD 4 AVOPEN 2018 SPECIAL（2月1日、サディスティックヴィレッジ）他出演:羽生ありさ、美谷朱里、山井すず、咲々原リン、一ノ瀬梓、一宮みかり、浅見せな、新垣智江、宝田もなみ、みゆき菜々子、宮沢ゆかり、水川かずは、夢乃美咲 ほか　※AV OPEN 2018 ハード部門エントリー作品
- 箱根温泉で見つけた修学旅行中の学生さん 2人組でスク水 ブルマ セーラー服に着替えて男湯入ってみませんか? タオル一枚 男湯入ってみませんか?スピンオフスペシャル!!（2月7日、SODクリエイト）※「みゆ」名義　共演:じゅり　他出演:さくら、ももか、しおり、ゆりあ、ゆきな、あいか、のん、まりん
- 独身で1人暮らしの寂しい生活の中、マンションでよく見かけるソソる可愛い女子。 だけど声もかけれず小心者過ぎるボク。 そんなある日、泥酔して自宅前で倒れていると… 可愛いあの子が声をかけてきて介抱してくれた!?しかも部屋まで運んでくれてお世話までしてくれた!!こんなダメなボクなのに「情けない人が好きなんです!」と好意丸出しの女子に勃起していたら…!?（2月7日、SOSORU×GARCON）他出演:星乃レイア、白川杏果
- 学生時代に僕をイジメていたヤンキー幼なじみ娘と僕が見習いをやっているエステ店で偶然エンカ(エンカウント)しました ちな、元ヤンなくせに今は東京のパリピOLになっていましたが、僕はこのワンチャンを逃さず店長の神技エステで油断したところにリベンジ“媚薬”マシンバイブ 即ズボ!秒でアクメて潮!潮!潮! そして最後はナマ中出しでとりま1回目の復讐完了です、マジ卍 Vol.2!（2月7日、サディスティックヴィレッジ）他出演:皆瀬杏樹、跡美しゅり、御坂りあ
- またがりかた改革 〜貪り合うハードコア・シックスナイン!顔騎イラマで体液をすすり合う〜（2月15日、SEX Agent）他出演:阿部乃みく、笹倉杏、春原未来、宮崎あや、西原ゆう、新村あかり、あおいれな
- 貫通オナホールで先端フェラチオ 2 〜快楽のトンネルを抜けたらもうひとつの天国が待っていた〜（2月15日、SEX Agent）他出演:森下美怜、栄川乃亜、持田栞里、望月りさ、眞白紗江、桜庭ひかり、夢咲ひなみ
- 旅館に棲むいいなり姉妹と性交（2月21日、グローリークエスト）共演:皆月ひかる
- 犯されたがる制服美少女 VOL.002（3月1日、ONEZ）
- 膣口密着手コキ 〜すぐそこに顕在する膣穴よりもこの日この時の為に用意された穴が好き〜（3月1日、SEX Agent）他出演:望月りさ、森下美怜、桜庭ひかり、眞白紗江、夢咲ひなみ、持田栞里、栄川乃亜
- ヤリモクが集まると噂の ナンパスポットにいたビッチJ♥に生中出し（3月8日、S級素人）他出演:高牟礼れな、神谷充希、今井麻衣
- 本気(マジ)口説き ナンパ▶連れ込み▶SEX盗撮▶無断で投稿 イケメン軟派師の即パコ動画 17（3月8日、MAGIC）※「ゆい」名義
- ハグっとピュアパラ! 街でGETした清純女子を脱がせてねっとりセックス!（3月10日、ホットエンターテイメント）他出演:加藤ももか ほか
- 極スレンダーなパイパン妹をいいなりペット化（3月12日、ケードライブ）※「ゆい」名義
- 可愛い美女たちの突発乳首責め! 乳首が敏感だと知ったとたん微笑みながらチクベロ行為!（3月21日、アキノリ）他出演:宮川ありさ、黒木いくみ、浅見せな、橘メアリー、音無レナ、今井ゆあ、ましろ杏、みゆき菜々子、あおいれな
- 犯されたがるマフラー女子●生と性行為 Vol.001（3月22日、BAZOOKA）他出演:春埼めい、有栖るる、きみと歩実
- センズリのお手伝いして下さい! 可愛い女の子に握らせて射精するまでシコらせch 6（4月10日、ブリット）他出演:桃尻かのん、優梨まいな、五十嵐星蘭、一宮みかり、有栖七菜、枢木あおい、咲々原リン、玉木くるみ、春埼めい、藤川菜緒、白咲りの、持田栞里、上川星空、青山彩香 ほか
- 私立パコパコ女子大学 女子大生とトラックテントで即ハメ旅 19（4月12日、プレステージ）他出演:望月りさ、加藤麻希、水谷あおい
- 120%リアルガチ軟派伝説 vol.71 in 千葉（4月19日、プレステージ）他出演:春埼めい、倉木しおり、柳川まこ ほか
- 新入生歓迎!宅飲み泥酔連続中出し輪姦 6人SP!（4月19日、アパッチ）共演:七海ゆあ、香苗レノン、五十嵐星蘭、豊中アリス、北川りこ
- 時短フェラ 〜即尺/即ストローク/即発射、イキ急ぐ平成末期の現代人〜（4月19日、SEX Agent）他出演:音海里奈、夢咲ひなみ、枢木あおい、あずみひな、五月女千夏、田中れいみ、水川かずは、日向うみ、一宮つばさ、西原ゆう、森下美怜、天野美優、富田優衣、持田栞里、佐倉ねね、桜庭ひかり、沖田里緒、七瀬あいり、早乙女らぶ
- SOD女子社員 ウブだけど感度は人一倍! 10名の超敏感娘を抜き打ち高感度調査（4月25日、SODクリエイト）※「笠原由美」名義　他出演:相川美由紀、饗庭夏美、水樹葵、岡本由奈、原田京子、三上江里、向井田真央、高槻真里菜、金子千佳
- 制服女子ばかりを狙う悪徳医師の乳首こねくり健康診断 4（5月1日、変態紳士倶楽部）他出演:皆月ひかる、あゆみ莉花、松沢薫
- 初めての極太ディルドで体ビクビク足腰ガクガク敏感おま○こトロトロ即イキ羞恥オナニー 丸ノ内OL編 4（5月1日、変態紳士倶楽部）他出演:美咲かんな、香苗レノン、深田えいみ、あゆみ莉花、はるかみらい、葵百合香、皆月ひかる、彩葉みおり、木葉ちひろ、桜庭ひかり、松沢薫、雪乃凛央 ほか
- 一般男女モニタリングAV 大学生限定 姉弟の絆を試すドキドキお泊りミッションここに開催! 女子大生の姉はバイ○グラ100mgを飲んだ弟と一晩同じ部屋で過ごしたら近親相姦してしまうのか!? 軽はずみに飲んでしまったバイ○グラで弟のチ○ポはバッキバキに勃ちっぱなし! 理性がブッ飛んだ弟に迫られた姉はオマ○コを濡らし我慢できずに生ハメセックス! 禁断の姉弟中出しは1発限りでは収まらない!（5月7日、ディープス）他出演:宮沢ちはる、心音にこ、彩葉みおり
- 「イ、イグゥ〜」普段は清楚で可愛らしい妹が媚薬チ○ポでエビ反りながら下品な顔でイキ狂う!! ボクの妹はとても可愛くて清楚で超内気!!年々、ボクのタイプになって困ってしまいます!兄妹なので手を出したらいけないのは分かってます!でも、妹は超無防備無警戒だから胸の谷間や乳首やらパンチらが見えて日々自分との戦いです。本当に妹は罪な女です…。ボクの気持ちも分からずに無防備な姿で寝ているもんだからボクは勃起チ○ポに媚薬を塗って寝ている妹のマ○コに思いっきりブッ挿したら当然、目を覚ます妹!!構わずに何度も何度も突き刺したら媚薬が効きまくってエビ反りながら何度も爆イキ!!ヨダレを垂れ流しながら下品な顔でイキ狂いながら何度も中出しを求めてきた!!（5月7日、Hunter）他出演:川菜美鈴、向井藍、星空もあ、上川星空
- OL待ち合わせデリヘル 素股中にヌルっと挿入そのまま生中出し Vol.001（5月17日、BAZOOKA）他出演:小峰みこ、御坂りあ、日向うみ
- ボクの家のドアの前でキレイなお隣さんがまさかの大量お漏らし!? 気まずい雰囲気だけど、鍵がないと言うので仕方なくボクの部屋に…!とりあえず着替えを貸そうとしたら、濡れたスカートがピッタリと貼りついた太ももとお尻が超エロくて…思わずフル勃起!しかも、すぐにバレてしまい引かれるかと思ったら、まさかの神展開…!（6月7日、ゴールデンタイム）他出演:紗々原ゆり、早川瑞希、千夏南那
- エッチな刺激に耐えて「とめ・はね・はらい」 固定筆バイブお習字選手権（6月19日、ATOM）他出演:蒼井こころ、茜はるか、生田みく ほか
- めいっこ 思春期の少女の一途すぎる純情な愛情 ゆいちゃん（7月27日、JUMP）
- 迷宮催眠 社長令嬢（8月1日、催眠研究所別館/妄想族）
- 東京ストリートチルドレン 深夜街を彷徨う家無き子は、売○をして学校に通う夢を見る。（9月27日、First Star）
- 催眠中毒W -隷女と令女-（11月1日、催眠研究所別館/妄想族）共演：真木今日子
- お姉さんが唾とベロでドロドロイカせてあげる（11月10日、ラハイナ東海）共演：ましろ杏
- ひらひら制服プリーツスカートの白綿パンチラ（11月25日、アロマ企画）他出演：まなかかな、美甘りか、辻芽愛里、綾瀬さくら、沖田里緒
- 暴行魔 性犯罪多発地区（12月1日、FAプロ）他出演：羽月希、森ほたる、涼城りおな
- 想像できない誰にも見せられない有名私立女子●生の本性丸出しナマ交尾 07（12月13日、ケイ・エム・プロデュース/宇宙企画）他出演：天音りおん、美甘りか 他
- 進化を遂げた僕はパンチラ防止スパッツでも興奮するし普通に射精できる（12月13日、アロマ企画）他出演：まなかかな、一乃瀬るりあ、綾瀬さくら、唯乃光、辻芽愛里
- 「天使!? 小悪魔!?」美人ナースさんは実は欲求不満! 精子搾取キツマン騎乗位で僕のチ●ポをギュッと抱きしめ何度も何度もイカされまくった。（12月20日、PRESTIGE/DOC PREMIUM）他出演：南真悠、夏樹美沙、香坂みりな
- 馬乗りでベロチューされながら太腿にち○ぽ挟まれ亀頭ベロベロしゃぶられ続ける（12月25日、アロマ企画）他出演：伊東沙蘭、音海里奈、小日向まい、日向うみ、玉木くるみ、辻芽愛里、葉月もえ
- 真・時間が止まる腕時計パート 15（12月26日、ROCKET）共演：凛音とうか、城山若菜、涼城りおな
- 私のどこが好き?って聞くと『おま●こ』って即答する彼に毎朝クンニで起こされる舐められ同棲生活（12月27日、ドリームチケット）
- 生徒会長の座を狙うヤリマン女子校生の中出し肉弾選挙戦!!（12月27日、ケイ・エム・プロデュース/million）共演：稲場るか、永瀬ゆい、大浦真奈美、冬愛ことね、浅倉真凛、相澤ゆりな、水無瀬怜奈、七星ここ、五十嵐星蘭

2020年
- 院内性乱脈 ショック! 病院ファック（1月1日、FAプロ）他出演：相澤ゆりな、前田あこ、汐河佳奈

### アダルトVR
2019年
- 電脳風俗『デリヘル初体験』 夏原唯がパンツ好きのお客様のために最後までパンツを履いたまま素股やフェラのヘルスプレイ! 『モザイク極少・リアルな視界』で布越しの熱気と湿度があなたの興奮を呼び起こします!（2月8日、FuuTube）
- 日本一エロいと噂のソープ嬢がVRに出演!（3月19日、ブイワンVR）[4]
- 僕の部屋は制服J●コスプレデリヘルの待機部屋!! 目のやり場に困るミニスカパンチラパラダイス!!ヤングでフレッシュなだけじゃない! 中出し三昧VR!!（4月19日、変態紳士倶楽部ARE）共演:平花、柳川まこ、星咲きい
- 【パパ活\動画】 おじさんにされるがまま全身ローション愛撫、丸見えアナル観察&玩具イカセ! 「彼氏がいるから挿入は絶対イヤ!」というビチョ濡れオマ○コに生挿入!対面座位、正常位で勝手に膣奥ドッピュン!! ※生ハメ中出し（4月25日、こあらVR）
- 電脳風俗『デリヘル初体験』 新設3Pコースを今なら追加料金ナシで香苗レノン&夏原唯を即々でご案内いたします!（5月7日、FuuTube）共演:香苗レノン
- チ○ポビンビンCFNM学園VR 今年から共学になった女子校に入学したら男が1人しかいなくて、あげくの果てに制服が無いので全裸で過ごすように言われ、チ○ポ丸出しで学園生活を送る事になったボク!!（5月8日、WANZ VR）共演:葉月もえ、明海こう、優梨まいな、碧しの、上川星空、柳川まこ、あゆみ莉花、成沢めい、星咲きい、平花
- パンチラ×太もも×ニーソ 絶対領域VR 3（5月16日、CRYSTAL VR）他出演:深田えいみ、枢木あおい、篠宮ゆり、阿部乃みく、一条みお、あべみかこ、岬あずさ、皆月ひかる、倉木しおり、真田みづ稀、宮沢ゆかり、あずみひな
- 盗撮痴漢VR 仲間と一緒に電車で隠し撮りしていたら制服女子が痴漢魔に襲われているのを目撃!女子2人が目で助けを求めていたので助けてあげたら、ヒーロー扱いされてラッキースケベ4Pできた!（5月24日、変態紳士倶楽部VR）他出演:松沢薫、有栖るる ほか
- 睡眠ペンライト痴漢（6月14日、ROOKIE VR）他出演:倉多まお、大浦真奈美、森沢かな、新垣智江

### イメージDVD
- 美少女図鑑（2018年11月30日、スパイスビジュアル）※「亜紀乃ゆい」名義[5]
- Tickling X（2019年11月15日、スパークビジョン）

## 出演

### テレビ
- ビ～チ9（2019年8月、テレビ埼玉） - マンスリーゲスト

## 新聞
- 日刊スポーツ（2019年3月11日 - 13日） - インタビュー[6]